# Zachary Taylor
Zachary Taylor (24 tháng 11 năm 1784 – 9 tháng 7 năm 1850) là tổng thống thứ 12 của Hoa Kỳ, phục vụ từ tháng 3 năm 1849 cho đến khi ông qua đời vào tháng 7 năm 1850. Trước đây, ông từng là một sĩ quan trong Lục quân Hoa Kỳ, được thăng cấp trở thành Thiếu tướng, và sau này trở thành anh hùng quốc gia sau khi giành được nhiều chiến công trong Chiến tranh Mexico-Hoa Kỳ. Do đó, ông đã chiến thắng trong cuộc đua vào Nhà Trắng bất chấp việc có một tư duy chính trị mơ hồ. Ưu tiên hàng đầu của ông khi làm Tổng thống là giữ gìn khối Liên minh. Tuy nhiên, Taylor đã không may qua đời 16 tháng sau khi nhận chức vụ, trước khi có tiến triến nào về chế độ nô lệ trong nước - điều vốn đang gây căng thẳng trong Quốc hội thời bấy giờ.
Taylor được sinh ra trong một gia đình chủ đồn điền có tiếng. Khi ông còn nhỏ, gia đình của ông di cư sang vùng phía tây sinh sống, cụ thể là từ tiểu bang Virginia sang Kentucky. Ông được ủy nhiệm làm sĩ quan trong Lục quân Hoa Kỳ năm 1808 và tạo danh tiếng cho bản thân với chức vụ Đại úy trong cuộc Chiến tranh 1812. Ông dần được thăng cấp trong thời gian thành lập các pháo đài dọc sông Mississippi và tham gia Chiến tranh Diều hâu Đen (Black Hawk War) với vai trò Đại tá vào năm 1832. Thành công của Taylor trong Chiến tranh Seminole lần 2 đã khiến công chúng chú ý đến ông và được đặt cho biệt danh là "Old Rough and Ready". Năm 1845, trong thời kỳ Sáp nhập Texas, Tổng thống James K. Polk đã phái Taylor đến lưu vực sông Rio Grande, nơi mà ông tiên đoán được rằng sẽ có một cuộc chiến nổ ra với México do căng thẳng biên giới giữa Texas-Mexico. Khi Chiến tranh Mexico-Hoa Kỳ diễn ra vào tháng 4 năm 1846, Taylor đã đánh bại quân đội Mexico do tướng Mariano Arista dẫn dắt tại trận Palo Alto và trận Resaca de la Palma và buộc lực lượng này phải rời khỏi Texas. Sau đó, Taylor đã dẫn quân của mình tiến vào lãnh thổ Mexico và đánh bại quân của Pedro de Ampudia tại trận Monterrey. Bất chấp mệnh lệnh, Taylor đã chỉ huy quân của mình tiến sâu hơn về phía nam của lãnh thổ Mexico. Mặc dù bị áp đảo về quân số, Taylor đã giáng một đòn mạnh vào quân Mexico của Antonio López de Santa Anna tại trận Buena Vista. Quân của Taylor sau này được chuyển đến sự chỉ huy của Thiếu tướng Winfield Scott, nhưng Taylor vẫn giữ được danh tiếng của mình.
Đảng Whig đã cố gắng thuyết phục Taylor đại diện họ trong chiếc vé vào Nhà trắng trong cuộc bầu cử Tổng thống năm 1848 mặc dù ông không có một đường lối chính trị rõ ràng và cũng không quan tâm đến vấn đề này. Tại Hội nghị Toàn quốc của Đảng Whig năm đó, Taylor đã đánh bại tướng Scott và cựu Thượng nghị sĩ Henry Clay để được chính thức đại diện tranh cử. Taylor đã giành chiến thắng trong cuộc Tổng tuyển cử cùng với chính trị gia đến từ New York là Millard Fillmore và đánh bại ứng viên Lewis Cass và William Orlando Butler (Đảng Dân chủ) cũng như những nỗ lực của cựu Tổng thống Martin Van Buren và Charles Francis Adams (Đảng Free Soil). Taylor trở thành vị Tổng thống Mỹ đầu tiên đắc cử chức vụ này mà chưa từng đảm nhận một chức vụ nào trước đó.

Với cương vị Tổng thống, Taylor giữ khoảng cách với Quốc hội và Nội các của ông mặc cho sự căng thẳng đảng phái đang đe dọa cho sự chia rẽ khối Liên minh. Các cuộc tranh luận về vấn đề nô lệ trong thời gian Nhượng địa Mexico chi phối chương trình nghị sự chính trị và dẫn đến nguy cơ ly khai từ người miền Nam Hoa Kỳ. Mặc dù là người miền Nam và cũng là một chủ nô, Taylor không mấy ủng hộ việc mở rộng chế độ nô lệ và ông chỉ biết tìm kiếm sự hòa giải giữa các bên trong các vấn đề trên. Để tránh giải quyết các vấn đề nô lệ, ông đã kêu gọi người dân bang New Mexico và California lược bỏ giai đoạn lãnh thổ và tiến thẳng đến việc thiết lập Hiến pháp chế độ tiểu bang. Những điều này đã góp phần tạo nên một tiền đề cho Thỏa hiệp năm 1850 sau này. Taylor qua đời đột ngột do bệnh đau dạ dày vào ngày 9 tháng 7 năm 1850 khi mà chính quyền của ông chỉ đạt được vài mục tiêu như phê chuẩn Hiệp ước Clayton-Bulwer. Sau khi ông qua đời, Phó Tổng thống Fillmore đã lên phục vụ hết thời gian còn lại cho Taylor.